# Солнечный (Саратов)
Посёлок Солнечный — микрорайон компактного проживания в Ленинском районе Саратова без развития производственных структур.

## Географическое положение

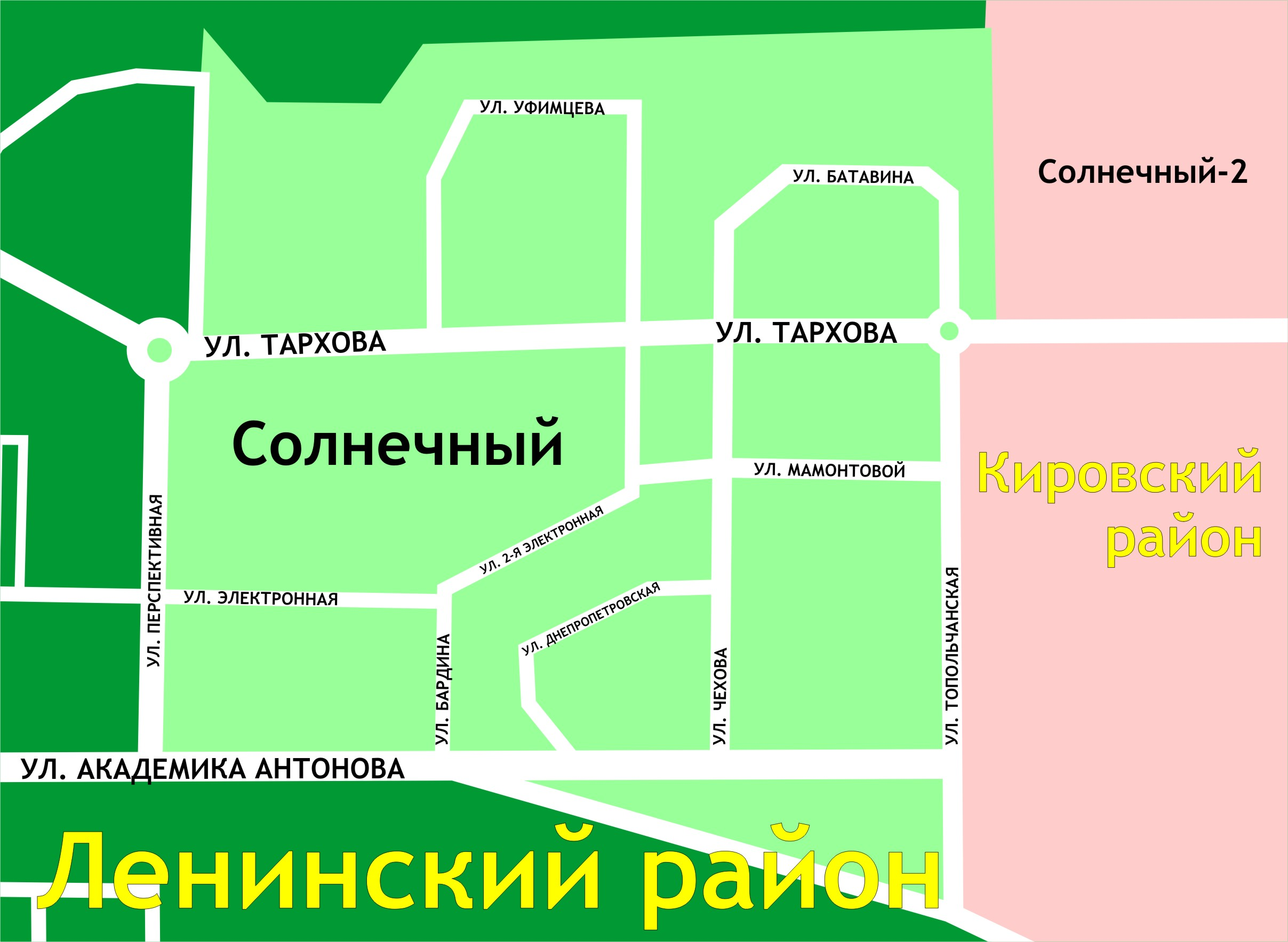
Географическое положение посёлка Солнечный

Посёлок Солнечный находится в северной части города Саратов и расположен на окраине Ленинского района. Граничит со строящимся посёлком Солнечный-2 на востоке, 6-м кварталом на западе, посёлком Северный на юге и с Саратовским районом на севере.

## История
Солнечный — один из новых микрорайонов в Саратове. Его строительство началось в 1980-х годах, и на момент создания КТОС «Солнечный» (1990 г.) в нём располагалось 50 девятиэтажных домов. С тех пор посёлок регулярно увеличивался за счёт точечной застройки. В ноябре 2006 года в посёлке началось строительство двух микрорайонов — № 1 «А» и № 6. Помимо жилых домов здесь возводятся школы, детские сады, обслуживающие и торговые учреждения.

Храм во имя Георгия Победоносца в Солнечном

Посёлок Солнечный — один из развивающихся районов города. В посёлке ведётся массовое строительство жилья, но мало присутствует коммерческой недвижимости.

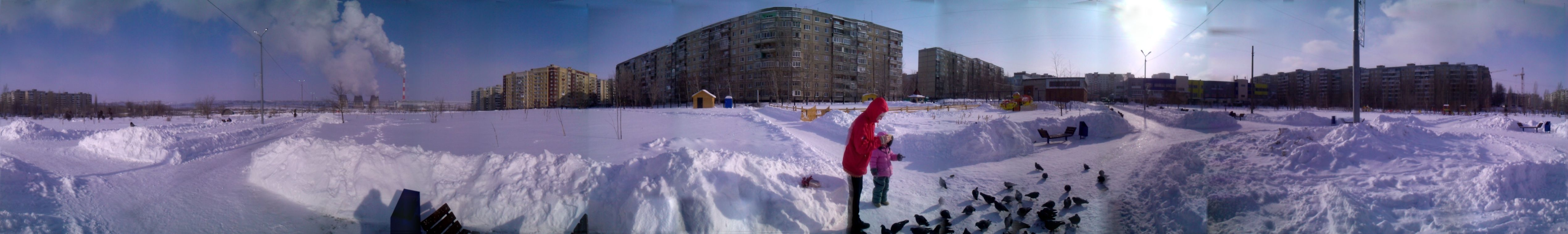
Парк Солнечный, январь

Численность населения посёлка в связи с массовым строительством жилья регулярно увеличивается. Если в 2004 году численность населения составляла около 70 тысяч человек, то по последним данным общая численность населения посёлка достигает 100 тысяч человек.
В 2008 году было начато строительство дороги, соединившей два динамично развивающихся посёлка Солнечный и Юбилейный. Планируется, что ввод в эксплуатацию автодороги на проектную мощность отвлечёт с улицы Шехурдина и Проспекта 50 лет Октября более 20 тыс. автомашин в сутки. 30 октября 2009 года состоялось открытие первой очереди автодороги.
24 июня 2014 года открылся детский сад «Цветик-Семицветик» на 300 мест.

## Инфраструктура
В районе нет магистральных улиц.
Основными магистралями Солнечного являются:
- Улица Тархова
- Улица Академика Антонова
- Улица Чехова
- Улица Топольчанская

## Общественный транспорт
С центром города налажено недостаточное (особенно в час-пик) транспортное сообщение. Непосредственно в посёлок Солнечный можно попасть следующими маршрутами:

### Маршрутные такси
- 41 (Крытый рынок — пос. Солнечный (ТРК "Happy Mall"))
- 73 (6-й квартал — ССЭИ)
- 8 (6-й микрорайон — Славянская пл.)
- 8а (Рынок на Топольчанской - проспект Кирова (Липки))
- 74 (Пл. им. Ленина В. И. — 6-й микрорайон)
- 30 (Пл. им. Ленина В. И. — 10-й микрорайон)
- 67 (6-й микрорайон — Областная больница)

### Автобусы
- 11 (Пл. Музейная — пос. Солнечный)
- 53 (ТЦ "Мой Новый" — пос. Солнечный)

### Трамвай
- 11 (Мирный переулок — Геологический колледж СГУ)

### Троллейбус
- 10 (ул. Кузнецова - Железнодорожный вокзал)